# KAI KF-21 Boramae
KAI KF-21 Boramae – południowokoreański, prototypowy myśliwiec wielozadaniowy budowany przez Korea Aerospace Industries we współpracy z Indonezją. 

## Historia

### Geneza
Zamiar wybudowania nowego, wielozadaniowego samolotu bojowego, przeznaczonego dla Sił Powietrznych Republiki Korei został po raz pierwszy ogłoszony w marcu 2001 roku, przez ówczesnego prezydenta Korei Południowej Kim Dae-junga. Nowa konstrukcja miałby zastąpić używane w siłach powietrznych samoloty McDonnell Douglas F-4 Phantom II i Northrop F-5E/F Tiger II. Postawionemu zadaniu miałyby podołać rodzime zakłady przemysłowe. W 2002 roku Połączony Komitet Szefów Sztabów sformułował wstępne wymagania techniczne, jakimi powinna charakteryzować się nowa konstrukcja. Jednak dalsze lata zdominowała dyskusja, czy koreański przemysł lotniczy jest w stanie podołać tak ambitnemu zadaniu oraz czy efekt końcowy, usprawiedliwia olbrzymie koszty finansowe, jakie kraj będzie zmuszony ponieść. Praktycznie od samego początku zakładano, iż finansowanie projektu oraz jego realizację należało będzie robić we współpracy międzynarodowej. Wśród argumentów, jakie pojawiły się przy okazji prac nad zasadnością kontynuacji programu, pojawił się ten, mówiący o utrzymaniu tempa rozwoju własnych sił powietrznych, zwłaszcza w obliczu gwałtownej modernizacji Sił Powietrznych Chińskiej Armii Ludowo-Wyzwoleńczej. Kontynentalne Chiny zaprojektowały i zbudowały nowe samoloty wielozadaniowe piątej generacji Shenyang J-31 i Chengdu J-20. Również Japonia, z którą Seul ma zatarg terytorialny, inwestuje w programy budowy samolotów piątej generacji. Oblot Mitsubishi X-2 pokazał, iż Tokio jest w stanie samodzielnie zaprojektować i zbudować samolot myśliwski o cechach obniżonej wykrywalności. Kolejnym krokiem Japonii było rozpoczęcie programu analogicznego do KF-X, Mitsubishi F-X.
Ostatecznie w 2008 roku ukazało się studium wykonalności całego projektu. Zawarte w studium wnioski wskazywały na celowość i realność projektu. Projekt otrzymał nazwę Korean Fighter eXperimental (KF-X). Według analiz Korea dysponowała 63% technologii i techniki potrzebnymi do budowy nowego samolotu. Dostępny poziom rodzimego sfinansowania projektu nie powinien przekroczyć 60% kosztów. Aby zgromadzić resztę wymaganych technologii i środków, konieczna jest szeroka, międzynarodowa współpraca. Wstępne plany zakładały pozyskanie do współpracy między innymi amerykańskiego Boeinga i Lockheed Martina oraz szwedzkiego Saab Group.

### Współpraca międzynarodowa
15 lipca 2010 roku Korea Południowa podpisała porozumienie z Indonezją, na mocy którego ta ostatnia zobowiązała się do pokrycia 20% kosztów programu oraz wzięcia udziału w pracach nad nową konstrukcją. Indonezyjskim partnerem przemysłowym została firma PT Dirgantara Indonesia. W Indonezji program otrzymał nazwę IF-X (Indonesian Fighter - Experimental). Wstępne plany zakupowe określono na 50 samolotów z opcją na kupno kolejnych 30 egzemplarzy. Z kolei potrzeby południowokoreańskich sił powietrznych oceniono wstępnie na 120 w pierwszej kolejności plus następne 130 maszyn, które miałby posłużyć do wymiany pozostającego w użyciu sprzętu. Wstępne plany zakładały oznaczenie seryjnego samolotu jako F-33, o kategorię przed F-35, zakupionego przez Seul. 
We wrześniu 2010 roku zainteresowanie dołączeniem do koreańsko-indonezyjskiego programu wyraziła Turcja, jednak w odróżnieniu od Indonezji oczekiwała dla siebie równego z koreańskim udziału w projekcie. Przy założeniu, iż Korea weźmie na siebie 60% kosztów, 20% Indonezja, Turcji zaoferowano pozostałe 20%. Rozmowy nie przyniosły rezultatu i Turcja nie podjęła współpracy z azjatyckimi partnerami. Zamiast tego rozpoczęła prace nad własnym projektem oznaczonym jako TAI TF-X. W pracach nad tureckim samolotem brał udział Saab Group. Szwedzki koncern partycypował w opracowaniu wstępnych konfiguracji nowej konstrukcji. Tymczasem w październiku 2009 roku aresztowano jednego z południowokoreańskich generałów pod zarzutem przekazania Szwedom tajnych dokumentów dotyczących konstrukcji samolotu. Przeszukano również seulską siedzibę szwedzkiej firmy. Z jednej strony Saab odrzucił wszelkie oskarżenia, z drugiej zwrócono uwagę, iż turecka konstrukcja przypomina koreański samolot.
Pomimo podjęcia wysiłku samodzielnego opracowania nowego samolotu, część technologii i zastosowanych rozwiązań konstrukcyjnych musiała pochodzić od zagranicznych dostawców. Decydującym momentem, który pozwolił na transfer brakujących technologii do Korei Południowej, był wybór samolotu w ramach programu F-X i jego trzeciej fazy (F-X III). Zakup nowych samolotów miał wiązać się z rozbudowanym offsetem, który musiał zaoferować Korei producent wybranego samolotu. Jednym z elementów owego offsetu był transfer zaawansowanych technologii. Szwedzki Saab, który ostatecznie nie wziął udziału w programie, wstępnie zaoferował wspólne opracowanie samolotu o cechach utrudnionej wykrywalności. EADS, który zaoferował Koreańczykom samolot Eurofighter Typhoon, wystąpił z ofertą zainwestowania 2 miliardów USD w projekt KF-X. Amerykańscy producenci, Boeing z ofertą F-15SE Silent Eagle i Lockheed Martin z Lockheed Martin F-35 Lightning II zaoferowali zdecydowanie mniej bogaty pakiet offsetowy. Tym niemniej Boeing wyrażał zainteresowanie wzięciem udziału w projekcie KF-X, a Lockheed Martin gotów był wysłać własnych inżynierów do Korei oraz przekazać dane techniczne z własnych projektów. W przypadku zwycięstwa amerykańskiego produktu Korea byłaby zmuszona do podpisania umowy międzyrządowej. W takiej sytuacji Departament Obrony Stanów Zjednoczonych mógłby zablokować transfer technologii, uznanych za kluczowe dla bezpieczeństwa Stanów Zjednoczonych. Nie byłaby to wyjątkowa sytuacja, Korea wyrażała zainteresowanie zakupem amerykańskiego myśliwca przewagi powietrznej Lockheed Martin F-22 Raptor, ale Departament Obrony nie wyraził zgody na sprzedaż samolotów Seulowi. 
Ostatecznym zwycięzcą w programie F-X został F-35 Lightning II. 22 listopada 2013 roku DAPA poinformowała o wyborze F-35A. 23 marca 2014 roku zapadła formalna decyzja o zakupie Lightninga II. 4 września 2014 roku rząd południowokoreański poinformował o zatwierdzeniu umowy zakupu F-35 a samą umowę ostatecznie podpisano 30 września 2014 roku, a w grudniu tego samego roku umowa na zakup 40 maszyn została formalnie potwierdzona przez koreańską komisję ds. zakupów uzbrojenia. Umowa zakupowa przewidywała znaczący offset koncernu Lockheed Martin, który zobowiązał się między innymi do wsparcia w opracowaniu koreańskiego samolotu. Lockheed zaproponował Korei transfer 25 kluczowych dla programu F-35 technologii, użytych przy jego konstruowaniu i budowie. Ostatecznie, z powodu spodziewanej decyzji amerykańskiego Departament Stanu, który zablokował przekazanie czterech z nich, powołując się na względy bezpieczeństwa, Lockheed Martin przekazał 21 technologii. Wśród zablokowanych projektów znalazły się technologie radarowe, systemy elektrooptyczne, systemy walki elektronicznej. 
Za opracowanie brakujących technologii odpowiedzialność wzięli rodzimi producenci. Wielofunkcyjny radar z anteną z aktywnym skanowaniem elektronicznym, pracujący w paśmie X, został opracowany przez koreańską firmę Hanwha Systems we współpracy z Agencją Rozwoju Obronności. Prace trwały już od 2006 roku. Wersja prototypowa posiada 1088 modułów nadawczo-odbiorczych, w wersji samolotu Block 3, planowana jest instalacja radaru z 1300 modułów. W testach gotowego urządzenia brał udział izraelski Elta Systems. Koreański LIG Nex1 jest odpowiedzialny za opracowanie i budowę systemu walki elektronicznej przeznaczonego dla KF-21. System wyszukiwania i śledzenia w podczerwieni (IRST) oraz elektrooptyczny zasobnik celowniczy został opracowany przez Hanwha Systems we współpracy z włoskim Leonardo S.p.A.
Do napędu samolotu zostaną użyte dwa silniki General Electric F414-GE-400K. Jednostki mają być docelowo produkowane na licencji przez południowokoreański Hanwha Aerospace. Będzie on również odpowiedzialny za części zamienne do silników.
27 lipca 2022 roku, polskie Ministerstwo Obrony Narodowej podpisało umowę ramową, w ramach której zakupione ma zostać 48 lekkich samolotów bojowych KAI FA-50PL. W ramach dalszej współpracy, polski Minister Obrony, wyraził opinię, iż w przyszłości Polska może być zainteresowana pozyskaniem koreańskich KF-21. Plany rozbudowy polskich sił powietrznych, zawarte w programie na lata 2021 - 2035, zakładają pozyskanie co najmniej dwóch dodatkowych eskadr wielozadaniowych samolotów bojowych. Wśród rozważanych opcji znajdują się pozyskanie dodatkowych F-16 lub F-35 ale również nowych Boeing F-15EX Eagle II lub koreańskich KF-21 Boramae.

### Projekt

#### KFX-101

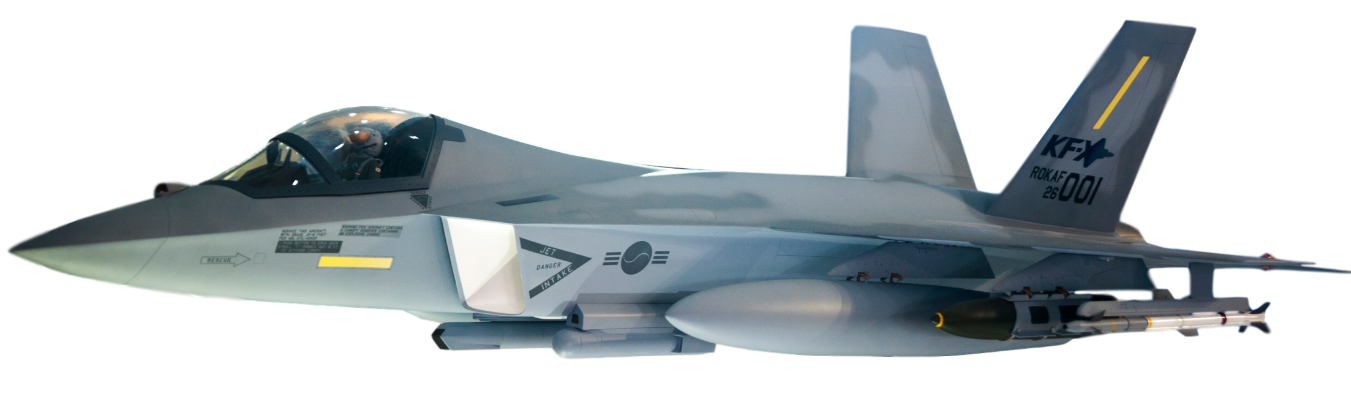
Model KAI KF-21 Boramae

Wstępne wymagania stawiane nowej konstrukcji, zakładały powstanie samolotu o większych możliwościach w stosunku do używanego w południowokoreańskich siłach powietrznych General Dynamics F-16 Fighting Falcon, ale również wobec Eurofighter Typhoon i francuskiego Dassault Rafale. Zakładano użycie silnika lub silników o ciągu rzędu 22 700 kG, zdolnością do lotu z prędkością naddźwiękową bez użycia dopalacza, wyposażeniem umożliwiającym realizacje szerokiego spektrum zadań oraz wybranymi elementami konstrukcji nadającymi jej cechy stealth. Jednakże koszty nie powinny przewyższać kosztów programu Lockheed Martin F-35 Lightning II. Południowokoreańska Agencja Rozwoju Obronności (Agency for Defense Development - ADD), przygotowała dwie serie projektów. Pierwsza z nich zawierała projekty oznaczone jako C.101, C.102, C.103. Oznaczone w ten sposób konfiguracje reprezentowały konstrukcje dwusilnikowe i jednoosobowe. Poszczególne projekty różniły się usterzeniem. Każda z konfiguracji została rozbudowana o trzy kolejne warianty. Tym samym bazowy C.101 posiadał wariant C.101E, C.101I i C.101T. Analogiczne oznaczenie otrzymały pozostały projekty C.102 i C.103. Wariant z literą "E" miał być napędzany pojedynczym silnikiem. Wariant z literą "I" miał wewnętrzną komorę uzbrojenia, a wariant z literą "T" był wersją dwumiejscową. Druga seria konfiguracji zaproponowana przez ADD, również składająca się z trzech projektów, otrzymała oznaczenie kolejno C.201, C.202 i C.203. Oznaczone w ten sposób projekty reprezentowały samoloty o znaczenie większych możliwościach stealth. Zdaniem konstruktorów technologie użyte w konstrukcji maszyn reprezentujących drugą serię, miały odpowiadać poziomowi wykrywalności amerykańskiego bombowca Lockheed F-117 Nighthawk. Zapowiadaną ale ostatecznie nigdy nie zrealizowaną miała być trzecia seria projektów, reprezentująca konstrukcje odpowiadające amerykańskim myśliwcom 5 generacji. Ostatecznie do dalszej realizacji wybrano wariant C.103/C.203. W 2013 roku dwu wariantowy projekt otrzymał oznaczenie KFX-101. 
KFX-101 miał być napędzanym dwoma silnikami General Electric F414 lub Eurojet EJ200. Dysponować klasycznym usterzeniem lub typu kaczka, tylne stery miał tworzyć rozchyloną literę "V". Uzbrojenie miało być przenoszone w wewnętrznej, kadłubowej komorze uzbrojenia i/lub 10 zewnętrznych węzłach. Maszyna miała dysponować maksymalną masą rzędu 24 ton (przy masie własnej wynoszącej 10,9 t).

#### KFX-E
W październiku 2013 roku na wystawie Seoul International Aerospace & Defense, KAI zaprezentował projekt określany jako KFX-E (lub C.501). Bazą dla projektu był rozwijany w KAI samolot F/A-50. Maszyna miała stanowić tańszą alternatywę dla projektu KF-X. Dzięki oparciu na już istniejącej konstrukcji i wykorzystywanej technologii, jej czas realizacji miał być o wiele krótszy. Dzięki temu, iż bazowy T-50 znalazł się na wyposażeniu sił powietrznych kilku państw, potencjalny eksport seryjnych KFX-E mógłby być łatwiejszy, niż nieznanych odbiorcom KF-X. Z drugiej jednak strony, w konstrukcji F/A-50 i jego rozwinięcia, użyto technologii, których właścicielami były Stany Zjednoczone. W przyszłości, mogłyby one wyrazić swój sprzeciw na eksport własnych rozwiązań technologicznych wykorzystywanych w samolocie, do krajów nieprzyjaznych Ameryce. KFX-E miał być napędzany pojedynczym silnikiem typu Pratt & Whitney F100 lub General Electric F110. Teoretyczna maksymalna masa startowa miała wynosić 20,9 t, a własna 9,3 t. Projekt nie przewidywał wewnętrznej komory uzbrojenia. Masa przenoszonego paliwa miała wynosić 6,36 t, co zwiększało taktyczny promień działania samolotu w porównaniu do F-16 o jedynie 14%.

### KAI KF-21 Boramae
5 stycznia 2014 roku południowokoreańska agencja zamówień wojskowych (Defence Acquisition Program Administration - DAPA) oficjalnie skierowała do dalszej realizacji program KF-X odrzucając tym samym projekt KFX-E. 23 grudnia 2014 roku południowokoreańskie Ministerstwo Finansów zaaprobowało budżet projektu, wynoszący 7,92 mld USD. Harmonogram przewidywał budowę sześciu latających prototypów. Jeden z nich ma prowadzić próby na terenie Indonezji. Plany zakładały produkcję poszczególnych elementów samolotu w Korei, a jego montaż końcowy w Indonezji. 
31 marca 2015 roku ogłoszono oficjalny wybór partnera przemysłowego, odpowiedzialnego za budowę nowego samolotu. DAPA wybrała Korea Aerospace Industries (KAI), który wraz z amerykańskim partnerem, Lockheed Martin, będzie realizować projekt KF-21. DAPA w pokonanym polu pozostawiła cywilnego przewoźnika lotniczego Korean Air, który we współpracy z Airbusem miał zamiar prowadzić program KF-21.
28 grudnia 2015 roku podpisano umowę pomiędzy DAPA a KAI na realizacje fazy wykonawczej i rozwojowej, na mocy której południowokoreański koncern odpowiada za realizacje całości projektu. Umowa przewiduje ukończenie projektu do czerwca 2026 roku, uruchomienie produkcji seryjnej mogłoby się rozpocząć w drugiej połowie tego samego roku. Umowa zakłada również opracowanie szczegółowego projektu technicznego, budowę dwóch płatowców do naziemnych prób statycznych i zmęczeniowych, budowę sześciu lotnych prototypów, dwóch dwumiejscowych i czterech jednomiejscowych. Pierwsze optymistyczne plany zakładały uruchomienie produkcji seryjnej już w 2021 roku.

#### Udział Indonezji

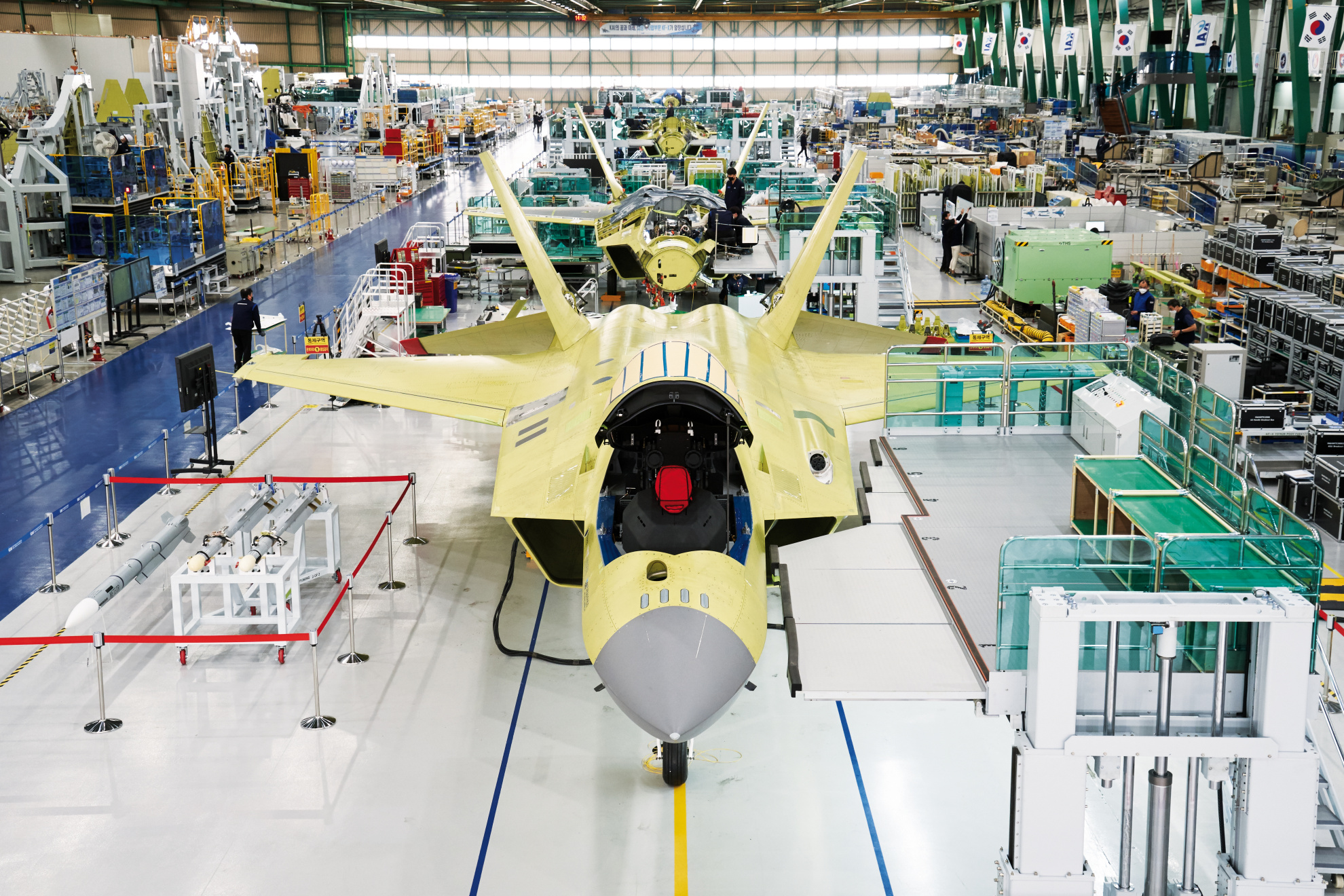
Prototypy samolotu na linii montażowej

6 października 2014 roku Indonezja i Korea podpisały wstępne porozumienie o wspólnej realizacji fazy Engineering and Manufacturing Development (EMD). W 2015 roku ukształtował się ostateczny model współpracy w dziedzinie rozwoju i dalszej produkcji samolotu pomiędzy Koreą Południową a Indonezją. Jedną z głównych konsekwencji współpracy pomiędzy obydwoma krajami będzie umieszczenie jednej z linii montażowych samolotu na terytorium Indonezji. Początkowy wkład indonezyjskich inżynierów w pracach nad samolotem odbywających się na terenie Korei nie był duży. Jednak z czasem niewielki zespół liczący około 30 osób, w latach 2011–2012 powiększył się do 80 osób, chociaż jednocześnie przy projekcie nie pracowały więcej niż 52 osoby pochodzące z Indonezji. 7 stycznia 2016 roku podpisano formalną umowę o realizacji fazy EMD, regulującą podział prac i zasady finansowania. We wrześniu 2019 roku, w ostatniej fazie krytycznego przeglądu projektu, podczas którego w pracach uczestniczył zespół 114 indonezyjskich inżynierów, zatwierdzono ostateczną dokumentacje techniczną samolotu. W marcu 2020 roku, z powodu rozpoczynającej się na świecie pandemii COVID-19 indonezyjscy inżynierowie wrócili do swojej ojczyzny. 
Na mocy porozumienia z 2015 roku Indonezja zobowiązała się do pokrycia 20% kosztów realizacji projektu, co odpowiadało sumie rzędu 1,51 mld USD, jakie kraj powinien przekazać Korei. Jednak w styczniu 2019 roku, po zapłaceniu 201,4 mln USD, Indonezja wstrzymała dalsze wpłaty. Według oficjalnych doniesień indonezyjskiego rządu powodem były trudności gospodarcze, jakie przeżywał kraj. W 2020 roku doszedł kolejny powód, jakim był wpływ pandemii COVID-19 na światową gospodarkę. Z drugiej strony Indonezja bardzo aktywnie poszukuje nowych samolotów bojowych, zdolnych do wejścia do służby dużo szybciej niż koreański KF-21. Indonezja zakupiła francuskie Dassault Rafale (kontrakt podpisano 10 lutego 2022 roku) oraz zainteresowana była pozyskaniem amerykańskich F-15EX. Podczas swojej wizyty w Dżakarcie 7-8 grudnia 2020 roku, pełniący obowiązki amerykańskiego sekretarza obrony Christopher C. Miller zapewnił Indonezję, iż Stany Zjednoczone zgodzą się na sprzedaż samolotów F-15 lub F/A-18 Hornet. Wśród potencjalnych nowych nabytków wymieniane były rosyjskie Su-35. 27 lipca 2017 roku indonezyjski Minister Obrony poinformował, iż zatwierdzono zakup jedenastu egzemplarzy rosyjskich samolotów. Do podpisania kontraktu zakupu Su-35 doszło 14 lutego 2018 roku. Pierwsze samoloty miały trafić do Indonezji już w październiku tego samego roku, ale termin został przesunięty. Indonezja wstrzymała płatności, aby ostatecznie zrezygnować z zakupu Su-35. Pierwsze, nieoficjalne informacje o anulowaniu kontraktu na rosyjskie samoloty pojawiły się w marcu 2020 roku. 23 grudnia 2021 roku szef sztabu indonezyjskiego lotnictwa oficjalnie poinformował, iż kraj nie zakupi Su-35. Dodatkowo, strona indonezyjska twierdziła, iż nigdy nie doszło do wejścia w życie umowy pomiędzy Rosją a Dżakartą. Prawdopodobnie decyzja została podjęta w obawie przed amerykańskimi sankcjami, które mogły by zostać nałożone w ramach ustawy Countering America’s Adversaries Through Sanctions Act (CAATSA). CAATSA umożliwia Stanom Zjednoczonym nakładanie sankcji na kraje handlujące, najczęściej technologiami wojskowymi, z Rosją, Iranem i Koreą Północną. 10 lipca 2020 roku władze Indonezji zaproponowały Austrii odkupienie 15 Eurofighter Typhoonów znajdujących się w Österreichische Luftstreitkräfte, a których eksploatacja nie spełnia oczekiwań Austrii. Z kolei 10 lutego 2022 roku, Agencja Departamentu Obrony ds. Współpracy w Obszarze Bezpieczeństwa (ang. Defense Security Cooperation Agency) poinformowała Kongres Stanów Zjednoczonych, iż Departament Stanu wyraził zgodę na sprzedaż Indonezji do 36 sztuk samolotów Boeing F-15D w wersji eksportowej F-15ID. 22 sierpnia 2023 roku, podczas wizyty oficjalnej delegacji indonezyjskiego rządu w zakładach Boeinga w Saint Louis, podpisano porozumienie (memorandum of understanding) o zamiarze zakupu 24 samolotów F-15EX Eagle II przez Indonezję. Umowę parafowali Air Vice Marshal Yusuf Jauhari, szef indonezyjskiej agencji zakupów i Mark Sears, wiceprezes Boeing Fighters. Zasilenie indonezyjskich sił powietrznych liczną flotą nowych i nowoczesnych samolotów bojowych postawiło pod znakiem zapytania dalszą chęć uczestnictwa kraju w projekcie KF-X/IF-X. Nieoficjalnie Dżakarta zainteresowana była zmniejszeniem swojego obciążenia finansowego w projekcie z zakontraktowanych w 2015 roku 20% do 15%. Korea wyraziła wstępną gotowość do renegocjacji umowy, ale zgodziła się na obniżenia indonezyjskiego wkładu jedynie do 18.8%, oferując jednocześnie większy transfer nowoczesnych technologii do Indonezji.
11 listopada 2021 roku doszło do podpisania umowy pomiędzy Koreą a Indonezją w sprawie dalszego finansowania projektu, o czym Seul poinformował 15 listopada 2021 roku. Z całej początkowej sumy jaką Dżakarta miała zapłacić, wynoszącej 1,51 mld USD, ostatecznie do zapłacenia będzie 1,35 mld USD. Dodatkowym elementem, który ma być renegocjowany jest forma spłaty zaległych rat. Indonezja naciskała Seul, aby mogła to robić przekazując jej towary, wśród nich mogą znaleźć się produkowane na terenie Indonezji samoloty CASA CN-235. Południowa Korea nie wywiera presji na Indonezję. Z jednej strony południowokoreański rząd i przemysł zdeterminowane są, aby kontynuować prace nad samolotem nawet po wycofaniu się zagranicznego partnera. Koreański przemysł jest gotowy do przejęcia produkcji elementów wyposażenia, za które pierwotnie odpowiedzialna była Indonezja. Z drugiej strony, wycofanie się Dżakarty doprowadziłby do ochłodzenia stosunków pomiędzy obydwoma azjatyckimi partnerami. Im mniejsza liczba użytkowników, tym mniejsze szanse na eksport. Dodatkowo, Indonezja jest znaczącym odbiorcą południowokoreańskiego uzbrojenia. Utrata partnera w projekcie KF-X, mogłaby wpłynąć na realizację innych kontaktów eksportowych pomiędzy obydwoma krajami w dziedzinie uzbrojenia.

### Prototypy

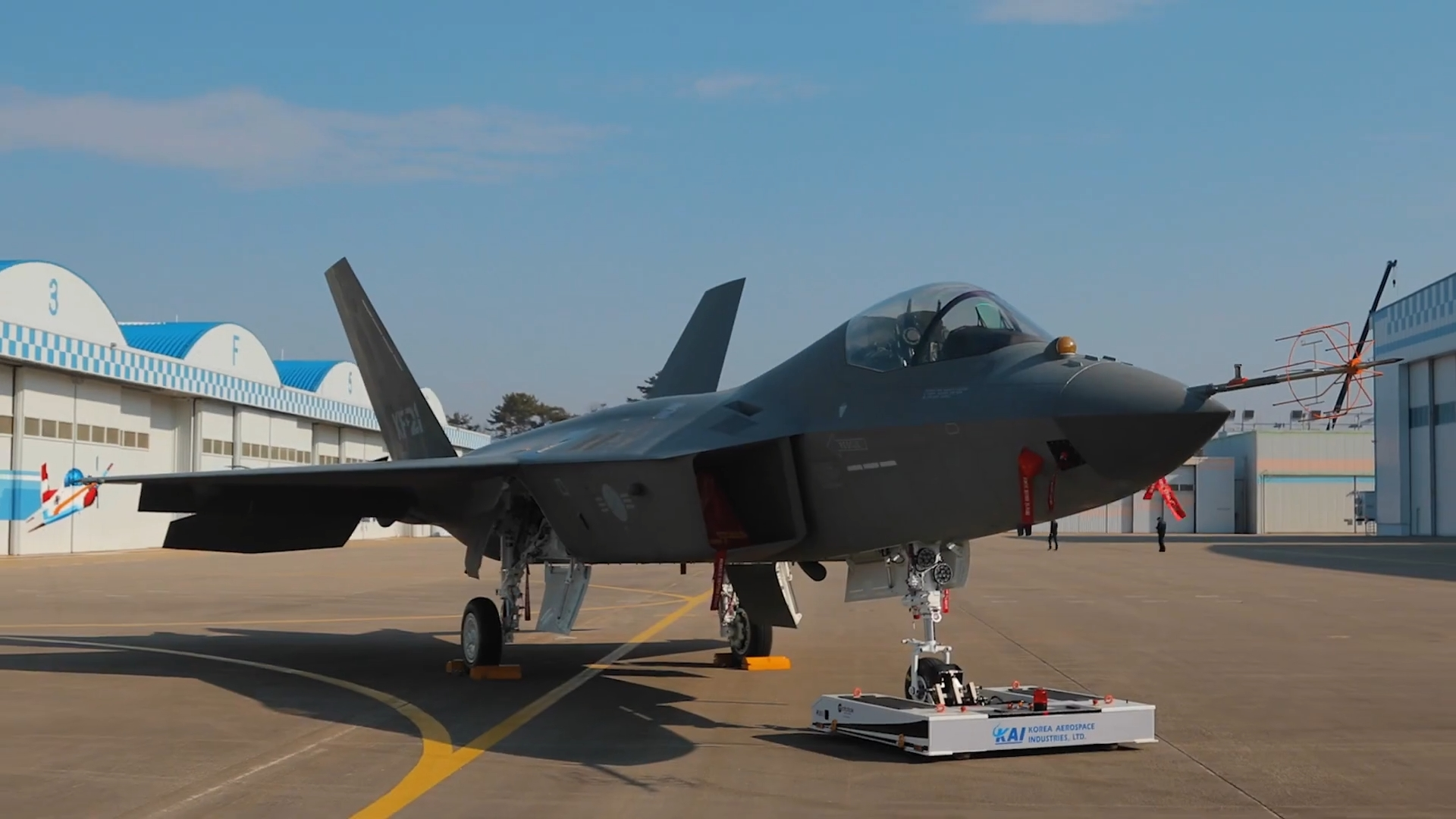
Prototyp KAI KF-21 Boramae

14 lutego 2019 roku uroczyście ogłoszono rozpoczęcie budowy pierwszego z sześciu zamówionych prototypów. Montaż końcowy pierwszego prototypu rozpoczęto 1 września 2020 roku a 9 kwietnia 2021 roku, ukończony egzemplarz oznaczony numerem 001, został uroczyście wytoczony z hali montażowej zakładów KAI w Sacheon. Podczas uroczystości, w której uczestniczyli prezydent południowej Korei, Mun Jae-in oraz minister obrony Indonezji Prabowo Subianto, samolot otrzymał oficjalną nazwę KF-21 Boramae. Liczba 21 symbolizuje XXI wiek. Z kolei Boramae oznacza młodego jastrzębia, używanego do polowań. Obok sześciu prototypów przeznaczonych do prób w locie, powstaną dwa dodatkowe do przeprowadzenia prób wytrzymałościowych na ziemi. W czerwcu 2021 roku producent ujawnił zdjęcia prototypu przeznaczonego do prób statycznych. Wszystkie maszyn testowe reprezentują pierwszą serię produkcyjną Block 1. Samoloty tej serii pozbawione będą wewnętrznej komory uzbrojenia. Uzbrojenie strzeleckie reprezentowane będzie przez stałe działko M61 Vulcan. Z kolei uzbrojenie podwieszane ma pochodzić od europejskich producentów. Stany Zjednoczone nie przekazały kodów źródłowych, które umożliwiłyby użycie amerykańskich produktów. Głównym orężem wersji Blok 1 mają być kierowane pociski rakietowe powietrze–powietrze MBDA Meteor i IRIS-T. Na wersji Block 1 tylko wybrane, niektóre elementy konstrukcji mają wpływać na obniżenie skutecznej powierzchni odbicia radiolokacyjnego całego płatowca. 
Planowana na lata 2026–2028 wersja Block 2 ma być zdolna do przenoszenia całości planowanego uzbrojenia. Samoloty tej wersja mają być wyposażone w wewnętrzną, kadłubową komorę uzbrojenia oraz systemy, w znaczącym stopniu poprawiające właściwości stealth samolotu. Wśród nich wymieniane jest pokrycie oszklenia kabiny warstwą absorbującą promieniowanie elektromagnetyczne, zbudowanie płatowca z elementów konstrukcyjnych posiadających te same właściwości absorbowania promieniowania radarowego. Konforemne, ścianowe anteny systemów łączności, nie wystające poza obrys płatowca. Opracowanie nowych krawędzi połączeń otworów serwisowych i eksploatacyjnych. 
Wersja Block 3 ma zostać wyposażona w nową jednostkę napędową, umożliwiającą lot z prędkością naddźwiękową bez użycia dopalacza oraz nowe wyposażenie rozpoznawcze. Wśród nich wymieniany jest nowy radar.
Pierwszym południowokoreańskim pilotem, przeszkolonym do służby na nowym typie samolotów, będzie kobieta pilot, kapitan Jang Joon-joung, latająca w siłach powietrznych ze sterami F-16.

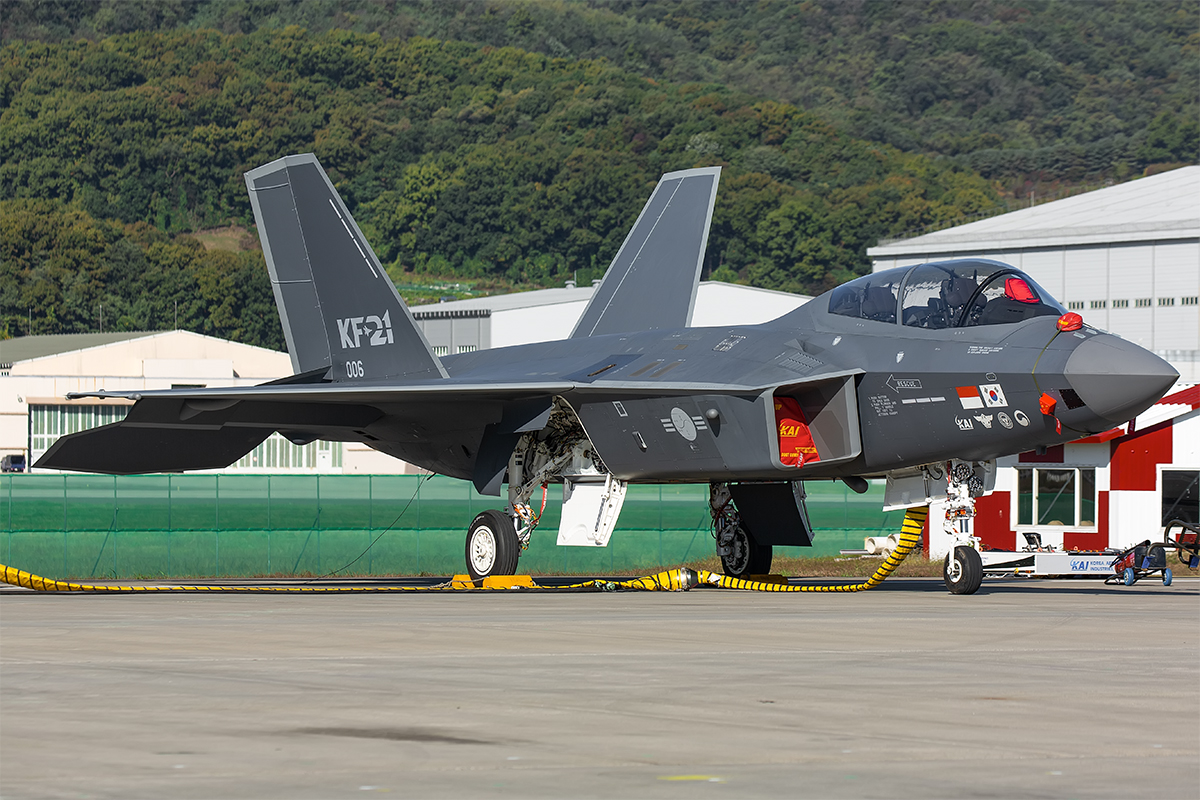
KAI KF-21 Boramae prezentowany na targach ADEX 2023

Na początku lipca 2022 roku przeprowadzono próby kołowania prototypu a 19 lipca tego samego roku, pierwszy ukończony prototyp wzbił się po raz pierwszy w powietrze, startując z fabrycznego lotniska producenta w Sacheon. Z powodu trudnych warunków atmosferycznych panujących nad lotniskiem oblot został opóźniony o kilka godzin. Za sterami samolotu o numerze 001 siedział major lotnictwa Ahn Jun-hyeon z 52. Eskadry Doświadczalno-Ewaluacyjnej Sił Powietrznych Republiki Korei. Maszyna wystartowała o 15:40 lokalnego czasu i po krótkim locie wylądowała o 16:13. W dziewiczym locie, prototypowi towarzyszyły dwa  KAI T-50. W trakcie całego lotu samolot miał wypuszczone podwozie. Niecodziennie, pod kadłubem prototypowego KF-21 umieszczono makiety rakiet MBDA Meteor. W trakcie oblotu, prędkość Boramae nie mogła przekraczać 400 km/h. Drugi lot pierwszego prototypu odbył się 29 lipca tego samego roku. Pierwotnie zaplanowano go na 28 lipca ale jeszcze raz pogoda pokrzyżowała plany producenta. Podczas lotu schowano podwozie samolotu, za sterami maszyny ponownie zasiadł Ahn Jun-hyeon.
10 listopada 2022 roku, został oblatany drugi prototyp KF-21. Trzeci prototyp po raz pierwszy wzbił się w powietrze 5 stycznia 2023 roku. Czwarty, będący jednocześnie pierwszą maszyną dwumiejscową, został oblatany 20 lutego 2023 roku. Za sterami maszyny siedział major Jeon Seung-hyeon, drugi fotel pozostał pusty. Dwumiejscowy samolot obok zadań szkoleniowych, ma stać się platformą dla maszyny walki radioelektronicznej i kierowania walką formacji tzw. lojalnych skrzydłowych, bezzałogowych aparatów latających towarzyszących załogowym konstrukcjom. 16 maja 2023 lotu po raz pierwszy wzbił się w powietrze piąty prototyp. Do czasu jego oblotu, cztery biorące udział w testach maszyny wykonały około 200 lotów. Pomyślny przebieg dotychczasowych prób, skłonił agencje DAPA do ogłoszenia tzw. wstępnej przydatności bojowej. Tym samym KAI może rozpocząć przygotowania do rozpoczęcia produkcji seryjnej jeszcze przed zakończeniem prób prototypów. W takiej sytuacji możliwe będzie uruchomienie seryjnej produkcji już w 2024 roku.
Na odbywającej się w Seulu w dniach 17-22 października 2023 roku wystawie Seoul International Aerospace &. Defense Exhibition (ADEX). KF-21 został po raz pierwszy zaprezentowany publicznie. Na wystawie statycznej i w pokazach w powietrzu brał udział szósty wybudowany prototyp.
8 marca 2024 roku, piąte prototyp KF-21 rozpoczął serię testów tankowania w powietrzu. KF-21 wykonał około 60 lotów, w trakcie których sprawdzano w praktyce połączenia i rozłączenia samolotu z powietrznym tankowcem oraz samą procedurę przekazywania paliwa. Rolę tankowca pełnił Airbus A330 MRTT (w koreańskich siłach powietrznych oznaczony jako KC-330 Cygnus). Do tankowania samolotu wykorzystywany był system ze sztywnym przewodem (sondą). 19 marca tego samego roku poinformowano o zakończeniu testów.

## Samoloty seryjne
25 czerwca 2024 roku DAPA i KAI podpisały umowę na rozpoczęcie budowy wstępnej partii produkcyjnej maszyn KF-21 Block 1, obejmującej 20 samolotów. Równolegle, KAI zapewni wsparcie logistyczne, techniczne i szkoleniowe. Wstępne plany zakładały budowę 40 egzemplarzy wstępnej partii produkcyjnej jednak podjęto decyzje o rozdzieleniu kontraktu na dwa mniejsze, po dwadzieścia samolotów.

## Wersje
Obok podstawowych wersji samolotu Block 1, 2 i 3 oraz maszyny dwumiejscowej KF-21B, w czerwcu 2024 roku, producent poinformował o planach wybudowania kolejnych trzech wersji samolotu. Pierwszą z nich będzie samolot walki radioelektronicznej oznaczony jako KF-21EA. Maszyna konstrukcyjnie zostanie oparta na dwumiejscowym wariancie KF-21B, gdzie stanowisko drugiego członka załogi zajmie oficer walki elektronicznej. Samolot zostanie wyposażony w dwa urządzenia służące do wykrywania, lokalizacji i analizy źródeł emisji radiowych oraz trzech systemów zakłócania pracy emiterów. Obok systemów pokładowych, uzbrojenie samolotu ma obejmować wyspecjalizowane pociski do zwalczania nieprzyjacielskich radarów. KF-21EA będą mogły towarzyszyć pozostałym, uderzeniowym wersjom Boramae, przełamując nieprzyjacielską obronę przeciwlotniczą. Kolejną wersją będzie samolot oznaczony jako KF-21EX. Konstrukcja ma być wyposażona w wewnętrzne komory uzbrojenia, czyniąc ją tym samym maszyną w zdecydowanie większym stopniu niż podstawowa wersja, pozbawiona takich komór, w pełni myśliwcem wielozadaniowym piątej generacji typu stealth. We wnętrzu komór mają się znaleźć cztery pociski powietrze-powietrze dalekiego zasięgu Meteor lub osiem pocisków powietrze-ziemia. Następnym samolotem ma być wersja oznaczona jako KF-21SA. Będzie to wersja przeznaczona na eksport. Przy zachowaniu podstawowych parametrów i możliwości maszyn przeznaczonych dla sił powietrznych Republiki Korei, konstrukcja samolotu ma być na tyle elastycznie zaprojektowana, iż pozwoli na implementacje różnorodnych systemów, w zależności od potrzeb i wymagań potencjalnych nabywców.

## Uzbrojenie

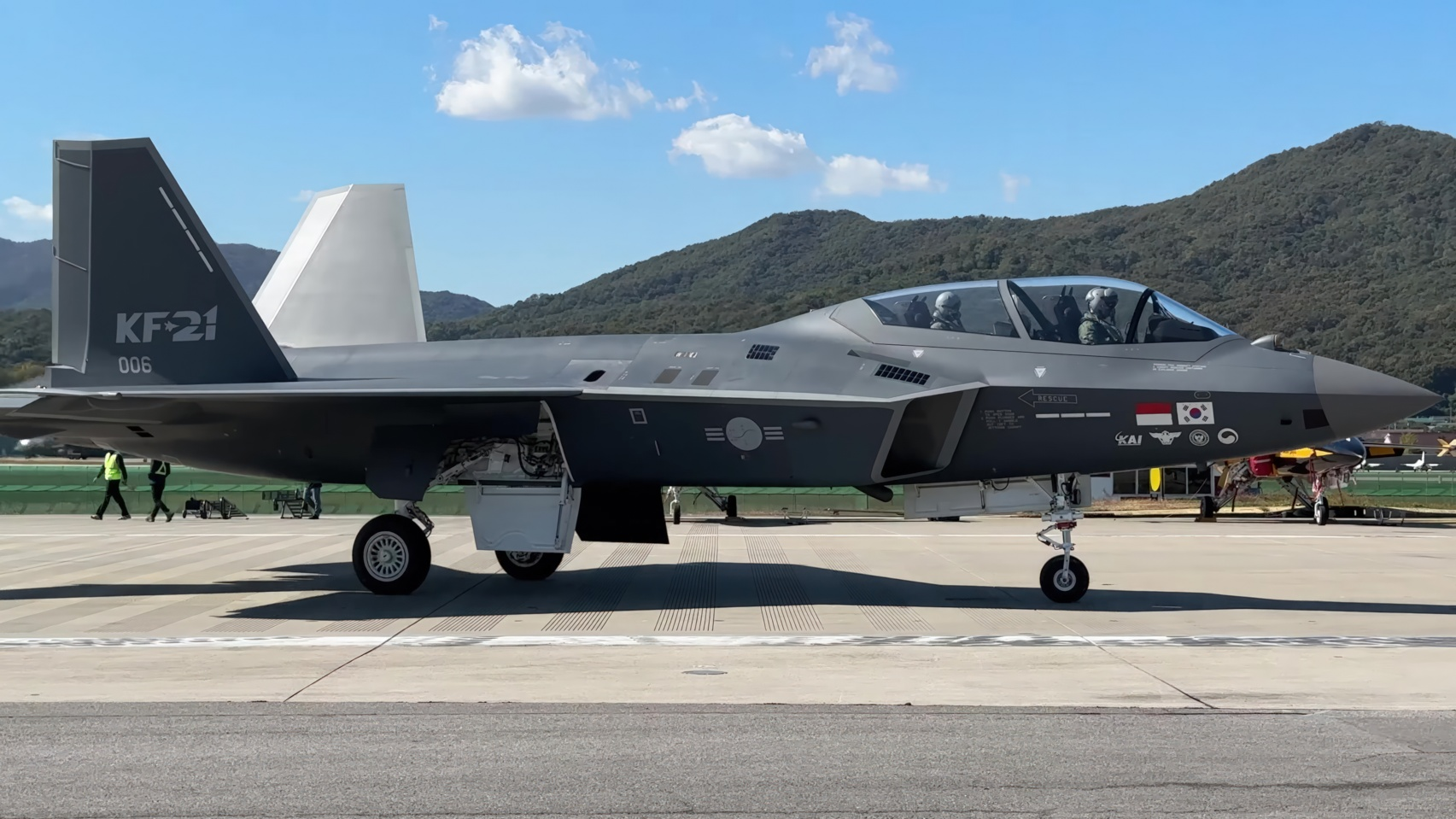
Prototyp w wersji dwumiejscowej

Samolot ma przenosić szerokie spektrum uzbrojenia lotniczego. Podstawowym uzbrojeniem przeciwlotniczym będą europejskie kierowane pociski rakietowe powietrze–powietrze dalekiego zasięgu MBDA Meteor i krótkiego zasięgu IRIS-T. Obok nich KF-21 będzie mógł przenosić używane przez południowokoreańskie siły powietrzne amerykańskie pociski powietrze-powietrze, średniego zasięgu AIM-120 AMRAAM i krótkiego zasięgu AIM-9X Sidewinder. Obok pocisków rakietowych, w skład uzbrojenia precyzyjnego mają wejść między innymi południowokoreańskiej produkcji bomby szybujące KGGB. Wśród rozważanych opcji znalazł się propozycja integracji samolotu z kierowanym pociskiem MBDA SPEAR typu powietrze-powierzchnia oraz jego wersją przeznaczoną do walki elektronicznej SPEAR-EW. Seul realizuje również własne projekty w dziedzinie nowych typów uzbrojenia. Wśród z nich znajduje się między innymi opracowywany od 2018 roku pocisk manewrujący, będący odpowiednikiem znajdujących się już na wyposażeniu południowokoreańskich samolotów F-15K Slam Eagle pocisków Taurus KEPD 350. 12 grudnia 2022 roku DAPA poinformowała, iż planuje wyposażyć w opracowywany pocisk samoloty KF-21. Pocisk opracowywany jest przez LIG NEX1, Hanwha Aerospace i KAI we współpracy z DAPA, prace mają się zakończyć do 2028 roku. Jego zasięg szacowany jest na ponad 500 km, a masa głowicy bojowej na 454 kg. W styczniu 2021 roku, Korea ujawniła fakt rozpoczęcia prac nad nowym, naddźwiękowym pociskiem przeciwokrętowym, którego próby mają się rozpocząć w 2026 roku. Jednostką marszową zastosowaną w projekcie ma zostać silnik strumieniowy. Zebrane w trakcie trwania prac doświadczenia z jednostką napędową, systemem naprowadzania i układami wymiany danych, mają posłużyć do zaprojektowania i zbudowania koreańskiego następcy rakiet MBDA Meteor. Na pokładzie zainstalowane zostanie wielolufowe działko działko M61 Vulcan. Całkowita masa podwieszanego uzbrojenia wynosi 7700 kg. W kolejnych latach planowane jest przystosowanie samolotu do współpracy z bezzałogowymi aparatami latającymi.